# Miletus ribbei
Miletus ribbei är en fjärilsart som beskrevs av Johannes Karl Max Röber. Miletus ribbei ingår i släktet Miletus och familjen juvelvingar. Inga underarter finns listade i Catalogue of Life.